# 완도군청
완도군청(莞島郡廳, Wan-Do County)은 완도군의 행청을 총괄하기 위해 설립된 전라남도청 산하 기초자치단체로 완도군수는 지방정무직공무원으로, 부군수(4급)는 지방서기관으로 각각 보한다. 전라남도 완도군 완도읍 청해진남로 51(군내리 650-1번지)에 위치하고 있다.

## 조직

### 부군수

#### 기획예산실
- 전략산업과
- 총무과
- 재무과
- 주민복지과
- 민원봉사과
- 관광정책과
- 해양수산과
- 친환경농업과
- 문화체육과
- 환경녹지과
- 지역경제과
- 도서개발과
- 건설방재과

##### 노화읍사무소
- 노화읍넙도출장소

##### 청산면사무소
- 청산면모도출장소

## 소속기관
- 완도군보건의료원
- 완도군농업기술센터
  - 금일읍농업인상담소
  - 노화읍농업인상담소
  - 고금면농업인상담소
  - 약산면농업인상담소
  - 청산면농업인상담소
  - 소안면농업인상담소
  - 금당면농업인상담소
  - 보길면농업인상담소
  - 생일면농업인상담소
- 완도군상하수도사업소
- 장보고유적관리사업소

## 사건·사고 및 논란

### 꾸준한 소년소녀가장돕기 행사
1993년 완도군청의 한 공무원이 “정신적 경제적으로 힘든 역경에도 불구하고 굴하지 않고 열심히 살아가는 소년소녀가장들에게 꿈과 희망을 심어주는 운동을 펴자”고 제안한 뒤 완도군청 특수시책으로 채택해 지금까지 변함없이 실천해오고 있어 화제다. 개인적으로 매월 일정액을 후원하거나 소년소녀가장이 필요로 하는 학용품 등을 구입해 전달하는데 군내 소년소녀가장은 2007년 115명으로 최고점을 기록한 뒤 감소하기 시작해 2010년 80명으로 줄어들었다.
이 운동에 처음부터 참여한 이명복(55) 완도군의회 사무과장은 “아이들이 잘 자라 지역사회의 참 일꾼이 되도록 계속 후원하겠지만 작은 봉사가 외부에 알려지는 것이 부끄럽다”며 “어려운 처지에서도 열심히 생활하는 소년소녀가장들에게 적으나마 정기적으로 도움을 줄 수 있어 기쁘다”고 말했다.
이에 대해 소년가장인 이군은 “공무원 아저씨로부터 ‘결코 외롭지 않다’는 마음의 위안과 함께 실제 생활에도 큰 도움을 받고 있다”며 “열심히 공부해 어른이 되면 도움을 받은 것 이상으로 남을 도우며 살 것”이라고 밝혔다. 경찰관이 꿈인 이군은 무릎 관절이 좋지 않아 거동이 불편한 할머니(64)와 남녀 동생 4명과 함께 10m2짜리 작은 방 한 칸에서 서로 부대끼며 생활하지만 학교 성적은 상위권을 유지할 정도로 열심히 살고 있다.

### 완도군수 관외출장 관련 완도신문과 진실 공방
2008년 9월 26일 완도신문은 <김 군수 매주 금요일 나 홀로 ‘출장’ 왜?>라는 제목의 기사에서 “최근 검찰이 지역토착 및 고위공직자 비리에 대해 고강도 사정 수사를 벌인다는 보도가 나온 가운데 김종식 군수의 행보가 심상치 않다”며 김 군수가 지역 공식행사에 불참하고 관외출장이 잦은 이유가 대검·지검 조사를 받으러 출두했기 때문이라는 의혹이 제기되고 있다고 보도했다.
2008년 10월 7일 완도군청은 완도군수의 관외출장과 예산 낭비 의혹을 잇따라 제기한 완도신문을 허위보도로 인한 명예훼손으로 광주지방검찰청 해남지청에 고발했다. 이와 관련하여 완도군청은 하루 전인 6일 직원명의의 성명서를 내 완도신문이 보도한 날 김 군수는 관외출장을 가지 않았으며, 행정선 사용도 조업 중에 실종된 주민수색 작업을 하는 공무원과 주민을 위문하기 위한 것이었다고 해명했다.
그러나 완도신문은 완도군 업무연락망에 떠 있던 김 군수의 관외출장 부분을 직접 눈으로 확인했으며, 행정선을 사용해 개인적인 친분이 있는 주민(단기사병 동기)을 방문, 위로한 것을 공적업무로 보기 어렵다고 주장했다. 김정호 완도신문 편집국장은 “단체장을 감시하는 것은 언론의 본분으로 사실에 입각해 보도한 것”이라며 “관내·관외 출장기록과 행정선 운항일지 등 정보공개청구를 통해 사실여부를 입증하겠다”고 밝혔다.

### 5억원대 공금 횡령
2012년 10월 18일 광주지방검찰청 해남지청은 완도군청 재무과 사무실에 수사관을 보내 회계 관련 서류 등을 압수했다. 압수수색은 완도군청 9급 공무원 최 모씨(37·여)가 2년여간 공금 5억 원을 빼돌렸다는 감사원 감사에 따른 것이다. 최 씨는 예산에 반영되지 않는 세입·세출 외 현금을 관리하면서 전산자료를 조작해 각종 사업 계약 보증금, 직원 소득세 등을 빼돌린 의혹을 받는 것으로 알려졌다.
2013년 2월 11일 광주지방법원 해남지원 제1형사합의부(장용기 재판장)는 5억 여원의 공금을 횡령한 혐의로 구속 기소된 완도군청 공무원 최모(38·여)씨에 대해 징역 5년에 추징금 5억2177만2160원을 선고했다고 밝혔다. 재판부는 판결문을 통해 "피고인은 공무원으로서 본분을 망각하고 장기간 거액의 공금을 빼돌려 개인적인 용도로 사용한 것은 죄질이 나쁘다"고 판시했다. 이어 "피고인이 빼돌린 공금이 국민의 세금인 점을 감안할 때 변상금 일부를 변제하고 전과가 없다하더라도 실형 선고가 불가피하다"고 판결 이유를 밝혔다.
한편, 최 씨는 판결에 불복하고 곧바로 항소장을 제출했다. 최 씨는 자신의 혐의를 인정하면서도 징역 5년 등의 형량이 과도하다며 항소한 것으로 알려졌다.